# Mora (Cordillera)
Mora (auch: Ingenio Mora und San Francisco Mora) ist eine Ortschaft im Departamento Santa Cruz im südamerikanischen Anden-Staat Bolivien.

## Lage im Nahraum
Mora ist fünftgrößter Ort im Municipio Cabezas in der Provinz Cordillera. Die Ortschaft liegt auf einer Höhe von 516 m an der nationalen Nationalstraße und der Bahnlinie, die beide die Metropole Santa Cruz mit der Stadt Yacuiba an der argentinischen Grenze verbinden.

## Geographie
Mora liegt am südöstlichen Rand der bolivianischen Cordillera Oriental im Bereich des subtropischen Klimas und ist geprägt durch eine halbjährige Trockenzeit, die von Mai bis Oktober reicht.
Die Durchschnittstemperatur der Region beträgt etwa 24 °C (siehe Klimadiagramm Cabezas), die Monatswerte schwanken zwischen 20 °C im Juni und Juli und 27 °C im Dezember und Januar. Der Jahresniederschlag beträgt 800 mm, feuchteste Monate sind Januar und Februar mit 130 mm und trockenste Monate Juli und August mit weniger als 20 mm im langjährigen Durchschnitt.

## Verkehrsnetz
Mora liegt in einer Entfernung von 84 Straßenkilometern südlich von Santa Cruz, der Hauptstadt des gleichnamigen Departamentos.
Von Santa Cruz führt die asphaltierte Nationalstraße Ruta 9 in südlicher Richtung über Mora weiter nach Florida, überquert den Río Seco Florida, und führt dann über Cabezas, Abapó, Ipitá und Villamontes nach Yacuiba an der bolivianischen Grenze zu Argentinien.

## Bevölkerung
Die Einwohnerzahl der Ortschaft ist in den vergangenen beiden Jahrzehnten auf mehr als das Doppelte angestiegen:
| Jahr | Einwohner | Quelle       |
| ---- | --------- | ------------ |
| 1992 | 683       | Volkszählung |
| 2001 | 1328      | Volkszählung |
| 2012 | 1506      | Volkszählung |
| 2024 |           | Volkszählung |

Die Region weist einen gewissen Anteil an indigener Bevölkerung auf: Im Municipio Cabezas sprechen 9,0 Prozent der Bevölkerung Quechua und 6,8 Prozent Guaraní.